# مری سیتی (تنسی)
مری سیتی(به انگلیسی: Maury City) شهری در ایالت تنسی کشور ایالات متحده آمریکا است که جمعیت آن در سرشماری سال ۲۰۱۰ میلادی، ۶۷۴ نفر بوده‌است.